# Tribunali (Kalsa)
Pour l’article homonyme, voir Kalsa une commune slovaque.

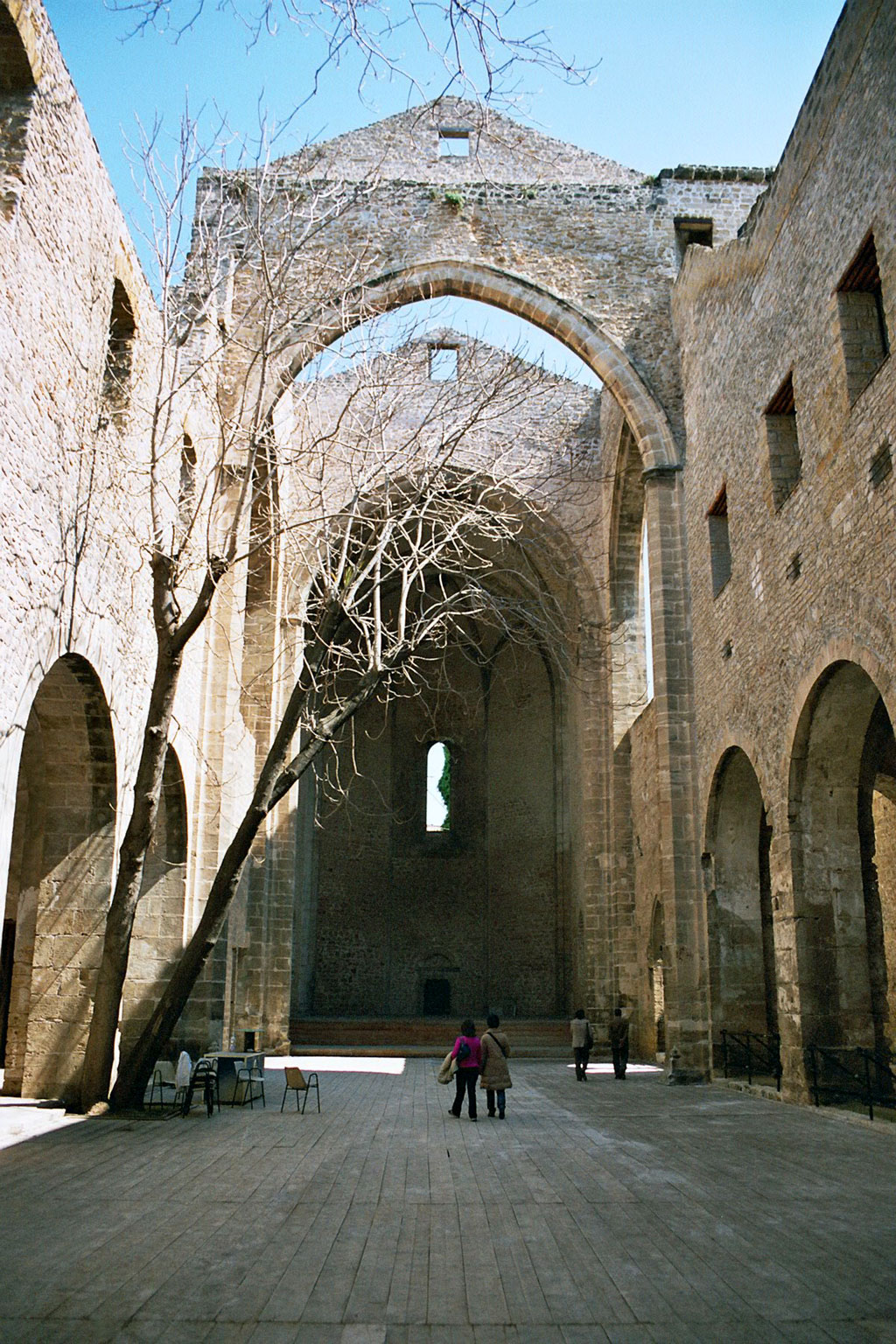
Église de Sainte-Marie-du-Spasme dans la Kalsa

Tribunali ou Kalsa est la première UPL de Palerme.
Situé dans le centre historique de la ville il est l'un des quatre quartiers historiques (ou mandamenti) de Palerme ; il fait partie de la Ire Circonscription.

## Toponymie
Le premier nom du quartier était Kalsa qui dérive de l'arabe al Khalisa, qui signifie pur ou l'élu. Ce nom fut utilisé pour le séparer de l'ancienne ville, où les sécessionnistes avaient l'ambition de dominer.
Le nom actuel du quartier est Mandamento Tribunali (même s'il est communément appelé par son ancien nom arabe Kalsa). Le nom provient de la présence de l'ancien tribunal de l'Inquisition situé dans le quartier, bâtiment historiquement connu sous le nom du palais Chiaramonte-Steri.

## Frontières
Le quartier est situé dans le centre-ville, du côté de la mer, et est délimité par:
- Via Maqueda à l'Ouest;
- Via Lincoln au Sud;
- Foro Italico à l'Est;
- Corso Vittorio Emanuele au Nord.

## Histoire

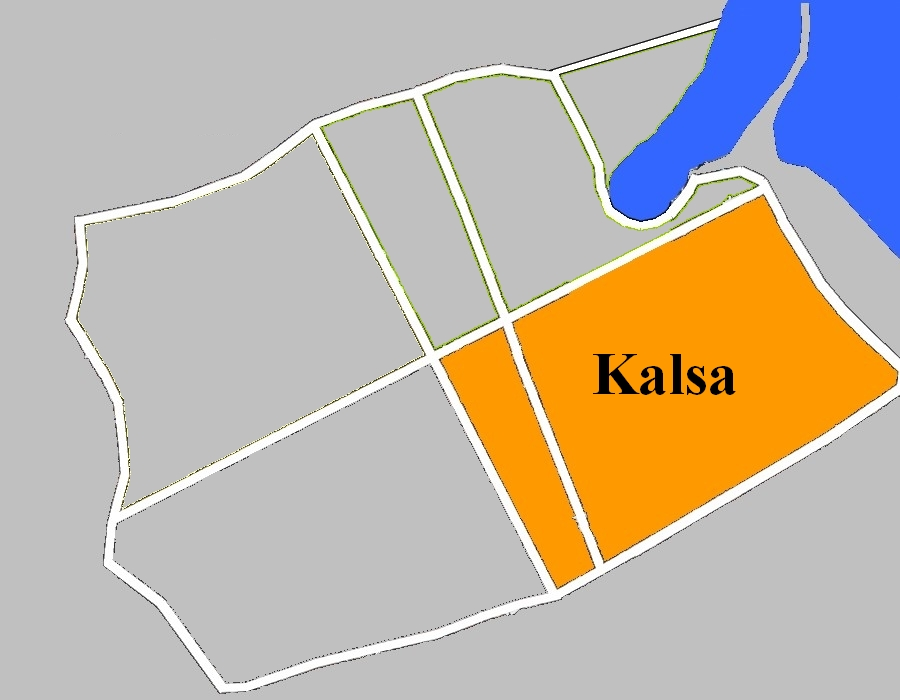
Vue du quartier à l'intérieur du centre historique

Le quartier a été créé durant la période arabe et il est le premier quartier hors des murs les plus anciens qui se trouvent dans la zone la plus à l'Ouest. Ce nouveau quartier fut construit et fortifié en peu de temps pour donner un autre pôle défensif à la ville, étant indépendant de l'ancien centre où coexistaient de trop nombreux désaccords et les ambitions différentes des sécessionnistes. Il fut placé dans la zone Sud-orientale du port qui se trouvait en expansion à cette époque, grâce à la disposition des deux fleuves. À l'intérieur du quartier se trouvait la citadelle fortifiée de l'émir. 
Au cours de la domination normande les murs arabes ont été démolis, laissant seulement les murs extérieurs de la ville afin de promouvoir la communication entre les différentes zones. Le Château du bord de mer y fut construit, appelé ainsi pour le différencier du Vieux Château. 
Durant la période médiévale la zone s'étendit de manière désorganisée et aléatoire, l'espace étant saturé par les potagers et les jardins rendant les constructions difficiles à établir à l'intérieur du quartier. La zone, après sa séparation, rejoint le quartier juif, puis l'expansion du quartier lui a permis de rejoindre la citadelle fortifiée. 
Au XVe siècle la zone fut restructurée, et en 1600 avec la nouvelle via Maqueda qui la coupe, le quartier subit une première transformation profonde. Par la suite, l'ensemble fut bouleversé par la  via Roma, qui le divisa en deux parties.
Au cours des dernières années, le quartier, qui était extrêmement dégradé,  a vu une rapide amélioration : à l'intérieur, le quartier alterne entre les zones restaurées et les zones en cours de restauration, de sorte que les rues déjà étroites, le deviennent encore plus en raison de la présence de chantiers de construction.
Depuis plusieurs années, la ville organise un festival l'été, appelé Kals'art. Durant les trois mois où le festival se déroule, il y a des concerts tous les soirs, des expositions et des représentations théâtrales, et le patrimoine culturel est rendu accessible jusque tard dans la nuit. Ce festival est quelquefois continué l'hiver avec le Winter Kasl'Art qui reprend, sur une période plus courte, la même ambiance que durant la période estivale.

## Monuments
| Églises - Chiesa di San Francesco - Église de la Martorana - Basilica La Magione - Lo Spasimo - Église San Cataldo - La Gancia - Chiesa di San Giovanni dei Napoletani - Chiesa della Santissima Pietà - Chiesa di Santa Teresa alla Kalsa Portes - Porta Felice - Porta Reale Palais | - Palais Abatellis - Palazzo Butera - Palazzo Chiaramonte-Steri - Palazzo Forcella De Seta - Palazzo Mirto - Palazzetto Mirto - Palazzo di Sant'Elia (già "Palazzo del Marchese Santa Croce") - Palazzo Trabucco della Torretta - Hotel Patria (già Palazzo Naselli d'Aragona) Théâtres - Teatro Santa Cecilia - Teatro Garibaldi - Teatro Bellini - Teatro Montevergini Places - Piazza Marina | - Piazza della Magione - Piazza Kalsa Fontaines - Fontana del Genio - Fontana Pretoria - Fontaine du Garraffo Oratoires - Oratorio dei Bianchi - Oratoire San Lorenzo Autres - Museo delle marionette - Passeggiata delle Cattive - Via Roma (Palermo) - Via Garibaldi |